# Municipio de Olive (Illinois)
El municipio de Olive (en inglés: Olive Township) es un municipio ubicado en el condado de Madison en el estado estadounidense de Illinois. En el año 2010 tenía una población de 1785 habitantes y una densidad poblacional de 21,87 personas por km².

## Geografía
El municipio de Olive se encuentra ubicado en las coordenadas 38°57′35″N 89°45′18″O / 38.95972, -89.75500. Según la Oficina del Censo de los Estados Unidos, el municipio tiene una superficie total de 81.63 km², de la cual 80.78 km² corresponden a tierra firme y (1.04%) 0.85 km² es agua.

## Demografía
Según el censo de 2010, había 1785 personas residiendo en el municipio de Olive. La densidad de población era de 21,87 hab./km². De los 1785 habitantes, el municipio de Olive estaba compuesto por el 98.1% blancos, el 0.39% eran afroamericanos, el 0.22% eran amerindios, el 0.28% eran asiáticos, el 0.06% eran isleños del Pacífico, el 0.06% eran de otras razas y el 0.9% pertenecían a dos o más razas. Del total de la población el 0.67% eran hispanos o latinos de cualquier raza.